# Linia kolejowa 47 Godisa – Komló
Linia kolejowa Godisa – Komló – linia kolejowa na Węgrzech. Jest to linia jednotorowa, w całości niezelektryfikowana. Łączy stację Godisa z Komló.

## Historia
Linia kolejowa została otwarta 13 maja 1897.
W rozkładzie 2009/2011 ruch pasażerski na linii został wstrzymany, ale powrócił po rocznej przerwie w rozkładzie 2010/2011.